# Liste der Biografien/Brix
Liste der Biografien |
Portal Biografien |
Personensuche
# |
A |
B |
C |
D |
E |
F |
G |
H |
I |
J |
K |
L |
M |
N |
O |
P |
Q |
R |
S |
T |
U |
V |
W |
X |
Y |
Z |
?
 
Ba |
Be |
Bd |
Bg |
Bh |
Bi |
Bj |
Bl |
Bm |
Bn |
Bo |
Br |
Bs |
Bu |
Bw |
By |
Bz
 
Bra |
Brc |
Brd |
Bre |
Brg |
Bri |
Brj |
Brk |
Brl |
Brn |
Bro |
Brp–Brt |
Bru |
Brv |
Bry |
Brz
 
Bria |
Brib |
Bric |
Brid |
Brie |
Brif |
Brig |
Brij |
Brik |
Bril |
Brim |
Brin |
Brio |
Briq |
Brir |
Bris |
Brit |
Briv |
Briw |
Brix |
Briz
Die Liste der Biografien führt alle Personen auf, die in der deutschsprachigen Wikipedia einen Artikel haben. Dieses ist eine Teilliste mit 49 Einträgen von Personen, deren Namen mit den Buchstaben „Brix“ beginnt.

## Brix
- Brix, Adam (* 1978), dänischer Schauspieler, Synchronsprecher und Stuntman
- Brix, Adolf (1798–1870), deutscher Mathematiker und Ingenieur, preußischer Baubeamter und Dozent
- Brix, Aglaja (* 1990), deutsche Schauspielerin, Model und Fotografin
- Brix, Andrea (* 1937), deutsche Schauspielerin und Synchronsprecherin
- Brix, Emil (1902–1954), deutscher Politiker (NSDAP), MdL
- Brix, Emil (* 1956), österreichischer Diplomat und HistorikerEmil Brix (* 1956)

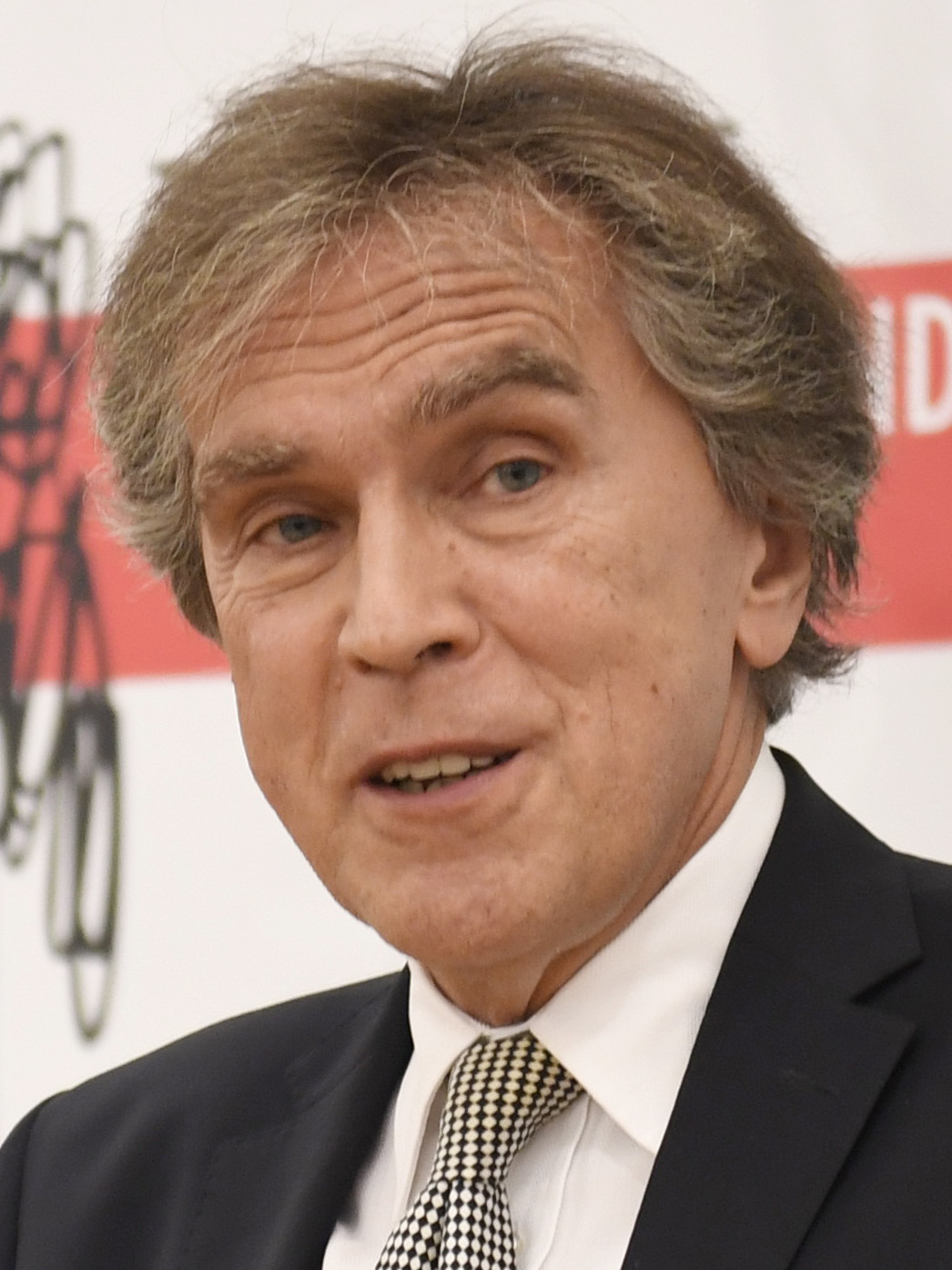
Emil Brix (* 1956)

- Brix, Ewald (* 1909), deutscher Volkswirt
- Brix, Fifi (* 1932), deutsche Chansonnière, Komponistin und Autorin
- Brix, Fritz (1898–1969), deutscher Kommunalpolitiker
- Brix, Georg Johann (1665–1742), deutscher Stuckateur und Baumeister des Barock
- Brix, Hans Christian (1831–1907), dänischer Bildhauer
- Brix, Harald (1841–1881), dänischer Sozialist und Publizist
- Brix, Hermann (1908–1982), österreichischer Schauspieler, Theater- und Hörspielautor
- Brix, Josef (1859–1943), deutscher Architekt, Stadtplaner und Hochschullehrer
- Brix, Jürgen (1830–1916), deutscher Landwirt und Journalist
- Brix, Ludwig (* 1995), deutscher Schauspieler
- Brix, Michael (1941–2024), deutscher Kunsthistoriker und Hochschullehrer
- Brix, Otmar (1944–2003), österreichischer Sportfunktionär und Politiker (SPÖ), Landtagsabgeordneter, Abgeordneter zum Nationalrat
- Brix, Otto (1900–1971), deutscher Maler und Zeichner
- Brix, Peter (1918–2007), deutscher Kernphysiker
- Brix, Peter Heinrich (* 1955), deutscher Schauspieler und SynchronsprecherPeter Heinrich Brix (* 1955)

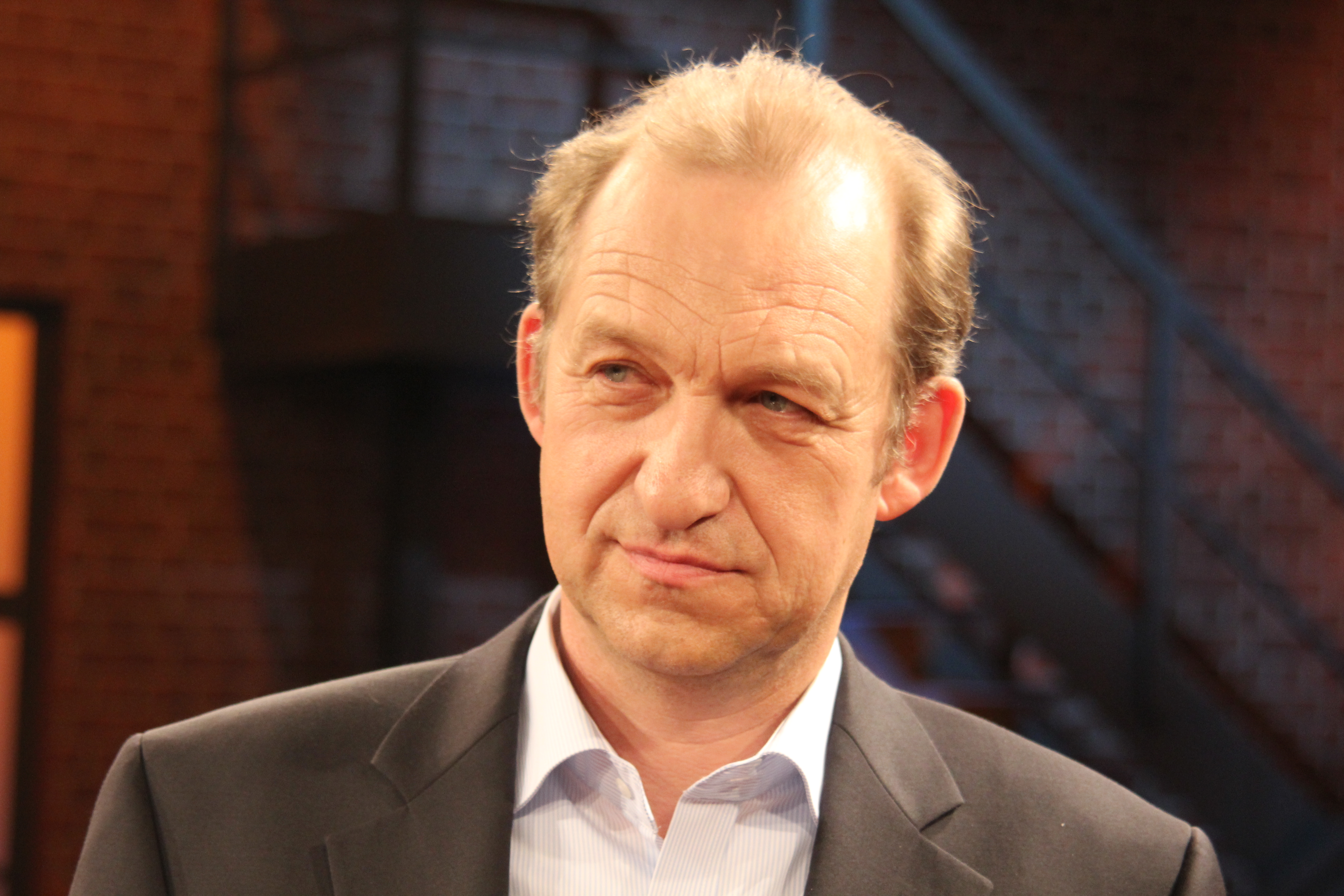
Peter Heinrich Brix (* 1955)

- Brix, Richard (1831–1895), preußischer Oberst und Militärschriftsteller
- Brix, Rudolf (1880–1953), österreichischer Schriftsteller
- Brix, Rudolf C. (1907–1992), österreichischer Sänger, Schauspieler und Conférencier
- Brix, Silke (* 1951), deutsche Kinderbuchillustratorin
- Brix, Theodor (1844–1905), deutscher Landwirt und Journalist
- Brix, Werner (* 1964), österreichischer Kabarettist und Schauspieler
- Brix, Wilhelm (1817–1899), deutscher Dozent für elektrische Telegraphie und Elektrotechnik
- Brix, Wolfgang (1930–2006), deutscher Politiker (CDU), MdL und Oberbürgermeister

### Brixe
- Brixel, Eugen (1939–2000), österreichischer Komponist für Blasmusik
- Brixel, Franz (1840–1903), österreichischer Schriftsteller
- Brixen und Montzel, Johann Bernhard von (1707–1771), preußischer Landrat
- Brixen, Johann Joseph Franz Maximilian von (1763–1836), preußischer Generalmajor, 2. Kommandant von Stettin
- Brixey, Shawn (* 1961), US-amerikanisch-kanadischer Hochschullehrer und Medienkünstler

### Brixh
- Brixhe, Peggy (1925–2014), portugiesische Badmintonspielerin
- Brixhe, Pierre (* 1998), belgischer Handballspieler

### Brixi
- Brixi, František Xaver (1732–1771), tschechischer Komponist, Organist und Kapellmeister
- Brixi, Jan Josef (1711–1762), böhmischer Organist, Kantor und Komponist
- Brixi, Jeroným (1738–1803), böhmischer Organist, Kantor und Komponist
- Brixi, Šimon (1693–1735), böhmischer Organist, Kantor und Komponist
- Brixi, Viktorín Ignác (1716–1803), böhmischer Komponist, Pianist und Organist
- Brixiensis, Bartholomaeus († 1258), italienischer Kirchenrechtler

### Brixn
- Brixner, Heinrich (1866–1943), deutscher Landwirt und Politiker (DVP), MdL
- Brixner, Otto (* 1943), deutscher Jurist
- Brixner, Ulrich (1941–2009), deutscher Manager
- Brixner, Undine (* 1958), deutsche Bühnen- und Fernseh-Schauspielerin

### Brixt
- Brixtofte, Peter (1949–2016), dänischer Politiker

### Brixx
- Brixx (* 1976), deutsche Sängerin und Rapperin

### Brixy

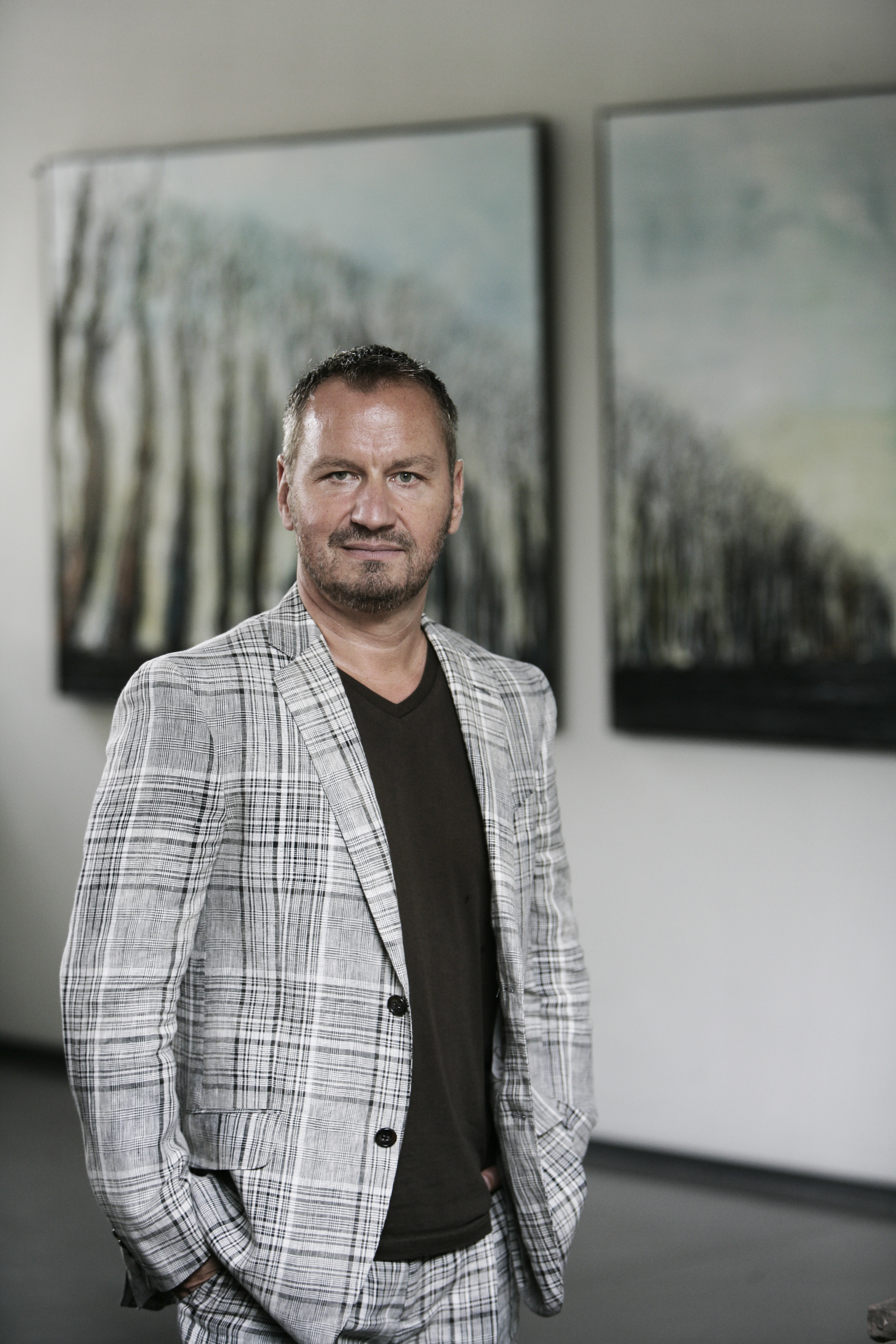
Dietmar Brixy (* 1961)

- Brixy, Dietmar (* 1961), deutscher MalerDietmar Brixy (* 1961)